# Natuurpark Els Ports

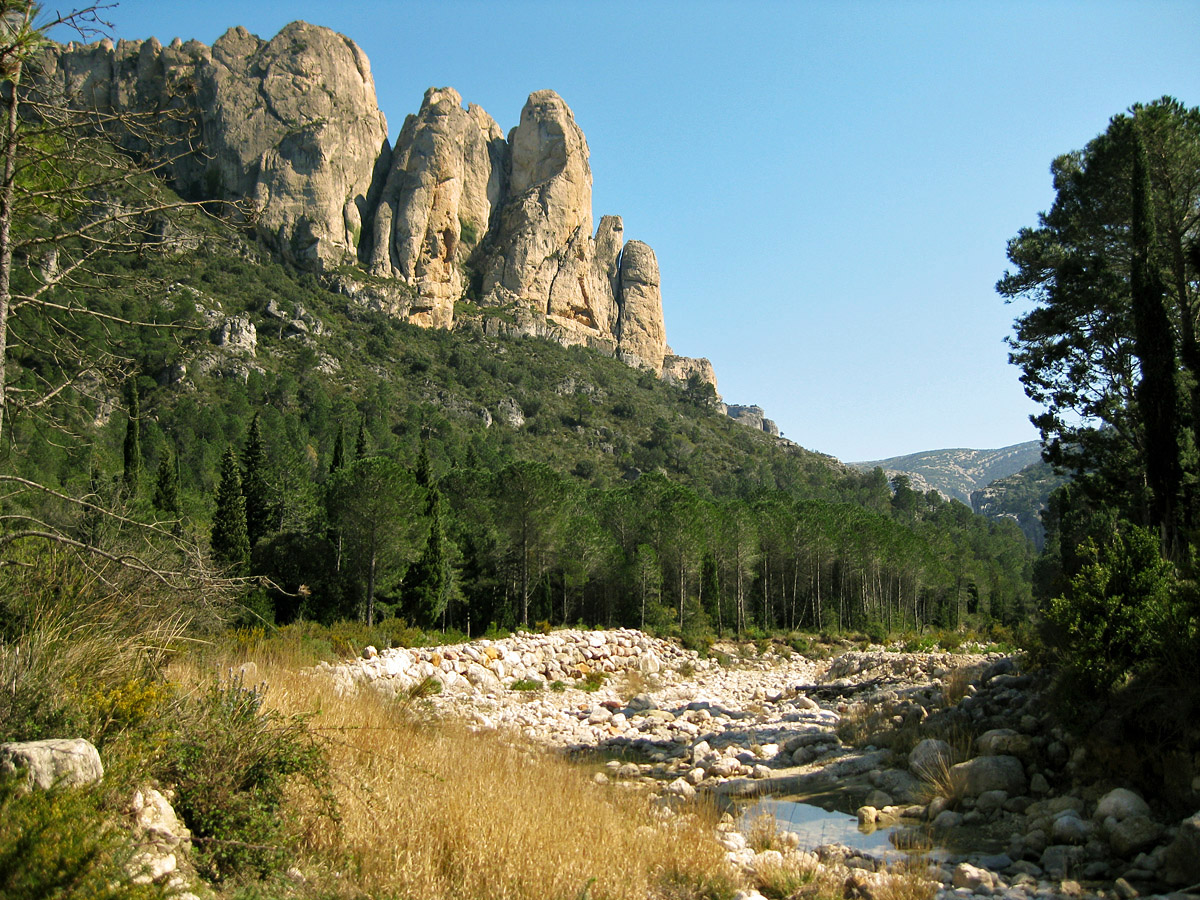

Het Natuurpark Els Ports (Catalaans: Parc Natural dels Ports/Spaans: Parque natural de Los Puertos) is een natuurpark in Catalonië in Spanje. Het natuurpark werd opgericht in 2001 en is 35050 hectare groot. Het natuurpark omvat gebergtes, rotsformaties en bossen.